# 淇窮江
淇窮江，一译奇穷河，位于越南谅山省境内及中华人民共和国广西壮族自治区西部，是左江右岸的支流。发源于越南谅山省定立县，并流经谅山省东北隅地区，最终在中华人民共和国龙州县与水口河匯集為左江，全长243公里，流域面积6,660平方公里:69。

## 地理
淇窮江发源于越南谅山省定立县北車山（Bắc Xa），自东南向西北流经禄平县、高禄县、谅山市、文朗縣以及長定縣:67-68，并接纳北江、北溪等支流:69。淇窮江至长定县七溪市镇東南后轉東流:143，最终在中越国界的平而关流入中国广西，在中国境内，淇窮江也被稱为平而河，最终与水口河在龙州县龙州镇西南隅的洗马滩汇集为左江。

## 交通
在中国修筑先锋、鸭水等水电站之前，帆船可以往来于广西龙州县与谅山之间的河道，越南木料也时常由此放筏入境中国，淇窮江也因此成为中国广西与越南间地方对外贸易物资运输的主要通道。